# Matidia virens
Matidia virens är en spindelart som beskrevs av Tord Tamerlan Teodor Thorell 1878. Matidia virens ingår i släktet Matidia och familjen säckspindlar. Inga underarter finns listade i Catalogue of Life.